# Апостольські правила
Правила святих апостолів (апостольські правила) — важлива пам'ятка церковного законодавства. Хоча авторство і не належить святим апостолам, православні, католицька та ряд протестантських Церков визнають за ними апостольський авторитет, хоча католики і протестанти не визнають їх у первісному вигляді.

## Історія
Вважається, що Апостольські правила були сформульовані і виконувалися ще учнями Ісуса Христа. Проте дослідники вважають, що не кожне з них формулювали особисто апостоли.
На них посилаються ще при обговоренні питань Нікейського (І Вселенського) собору, як на щось загальноприйняте і усім зрозуміле й відоме. Також посилання на них даються і на інших соборах.
2-ге правило Трулльського собору постановило записати і визнати найважливішими канонічними документами 85 апостольських правил. Вони і зараз прийняті у Православних Церквах. Католики ж визнають лише перші 50.